# 雲木香
雲木香，又名廣木香、青木香，是一種菊科药用植物。它們受到《瀕危野生動植物種國際貿易公約》附錄一的保護。不含“马兜铃酸”

## 外部連結
- Plants for a Future （页面存档备份，存于）
- . 藥用植物圖像數據庫 (香港浸會大學中醫藥學院).   [2011-12-01]. （原始内容存档于2018-10-05）.